# Ганно-Рудаєве
Ганно-Руда́єве —  село в Україні, у Близнюківській селищній громаді Лозівського району Харківської області. Населення становить 57 осіб. До 2020 орган місцевого самоврядування — Лукашівська сільська рада.

## Географія
Село Ганно-Рудаєве знаходиться у верхів'ї річки Велика Тернівка, є міст. На річці зроблена загата ~ 5 га. За 3 км проходить автомобільна дорога Т 2113, із заходу примикає село Рудаєве, зі сходу - село Миролюбівка, за 3 км - селище Близнюки, на відстані 3 км залізничні станції Рудаєве і Близнюки.

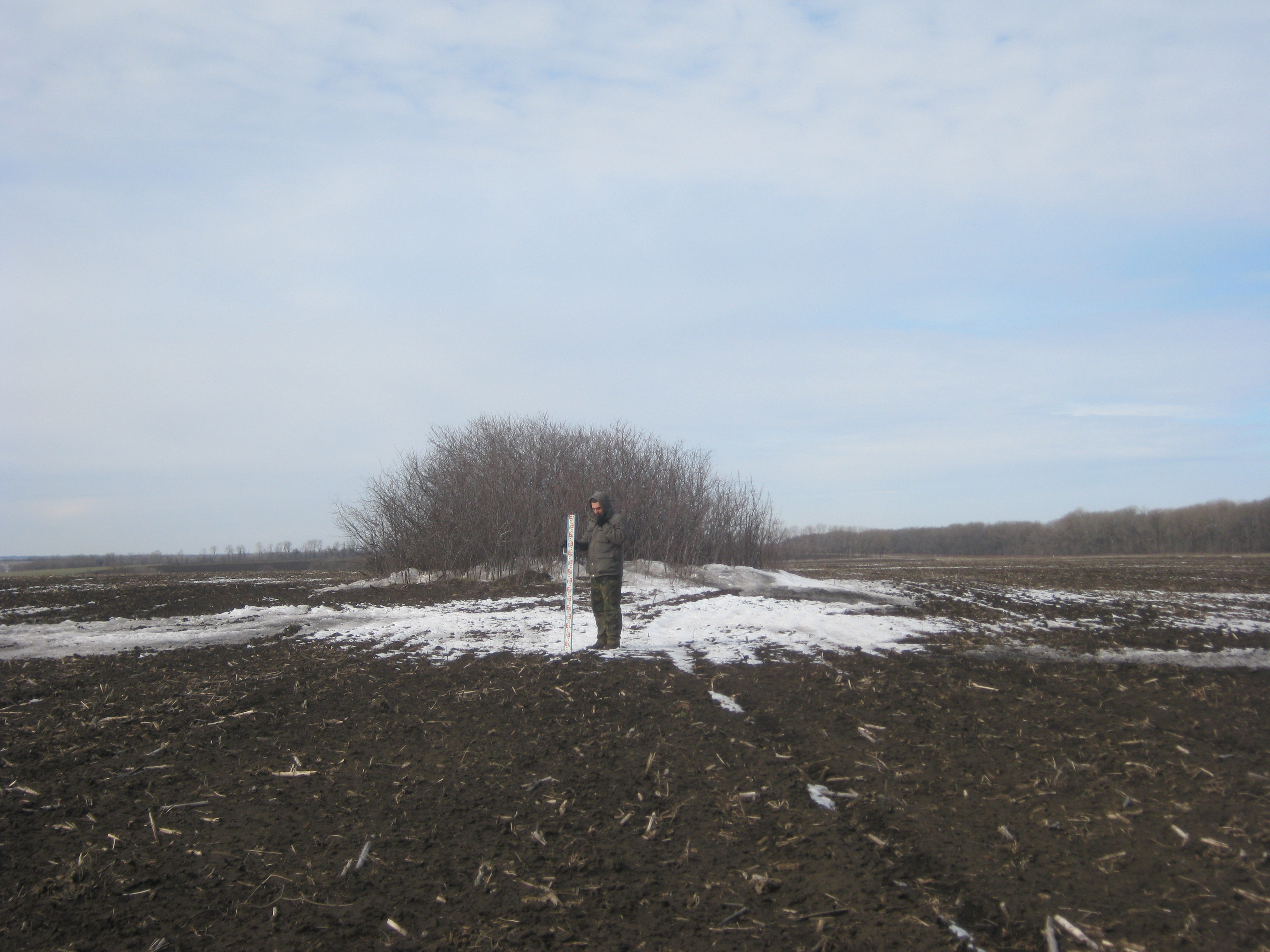
Курган розташований у 2 км на північ від села

## Історія
- 1910 - дата заснування.
- 12 червня 2020 року, відповідно до Розпорядження Кабінету Міністрів України № 725-р «Про визначення адміністративних центрів та затвердження територій територіальних громад Харківської області», увійшло до складу Близнюківської селищної громади.[1]
- 19 липня 2020 року, в результаті адміністративно-територіальної реформи та ліквідації Близнюківського району, увійшло до складу Лозівського району Харківської області.[2]

## Економіка
- В селі є молочно-товарна ферма.